# Bugulicellaria yezoensis
Bugulicellaria yezoensis är en mossdjursart som beskrevs av Shunsuke F. Mawatari 1957. Bugulicellaria yezoensis ingår i släktet Bugulicellaria och familjen Candidae. Inga underarter finns listade i Catalogue of Life.